# Uredo ignava
Uredo ignava ist eine Ständerpilzart aus der Ordnung der Rostpilze (Pucciniales). Der Pilz ist ein Endoparasit der Süßgrasgattungen Arthrostylidium, Bambusa, Dendrocalamus, Sinocalamus und Schizostachyum. Symptome des Befalls durch die Art sind Rostflecken und Pusteln auf den Blattoberflächen der Wirtspflanzen. Sie ist pantropisch verbreitet. Da bislang nur ihre Nebenfruchtform bekannt ist, wird sie in die Formgattung Uredo eingeordnet. Möglicherweise gehört sie in die Teleomorphengattung Dasturella.

## Merkmale

### Makroskopische Merkmale
Uredo ignava ist mit bloßem Auge nur anhand der auf der Oberfläche des Wirtes hervortretenden Sporenlager zu erkennen. Sie wachsen in Nestern, die als gelbliche bis braune Flecken und Pusteln auf den Blattoberflächen erscheinen.

### Mikroskopische Merkmale
Das Myzel von Uredo ignava wächst wie bei allen Uredo-Arten interzellulär und bildet Saugfäden, die in das Speichergewebe des Wirtes wachsen. Die Spermogonien und Aecien der Art sind nicht bekannt. Die beidseitig auf den Wirtsblättern wachsenden Uredien des Pilzes sind hellbraun und besitzen bräunliche bis farblose Paraphysen. Ihre gelblichen bis hellbraunen Uredosporen sind 23–28 × 16–19 µm groß, eiförmig bis ellipsoid und stachelwarzig. Die Telien der Art sind unbekannt.

## Verbreitung
Das bekannte Verbreitungsgebiet von Uredo ignava umfasst die Tropen Asiens, Afrikas und Amerikas.

## Ökologie
Die Wirtspflanzen von Uredo ignava sind verschiedene Arthrostylidium-, Bambusa-, Dendrocalamus-, Sinocalamus- und Schizostachyum-Arten. Der Pilz ernährt sich von den im Speichergewebe der Pflanzen vorhandenen Nährstoffen, seine Sporenlager brechen später durch die Blattoberfläche und setzen Sporen frei. Die Art durchläuft einen vermutlich makrozyklischen Entwicklungszyklus mit Spermogonien, Aecien, Uredien und Telien. Ob sie einen Wirtswechsel durchmacht, lässt sich mangels Aecien und Spermogonien nicht feststellen.